# Hypocoena inquinata
Hypocoena inquinata är en fjärilsart som beskrevs av Achille Guenée 1852. Hypocoena inquinata ingår i släktet Hypocoena och familjen nattflyn. Inga underarter finns listade i Catalogue of Life.